# Uzlina, Tulcea
Uzlina este un sat în comuna Murighiol din județul Tulcea, Dobrogea, România.